# Lagoa dos Patos (Minas Gerais)
Lagoa dos Patos es un municipio brasileño del estado de Minas Gerais.

## Geografía
Su población en 2007 era de 4.448 habitantes. 
Lagoa dos Patos se encuentra a unos 20 kilómetros al este del río São Francisco y a 106 kilómetros del municipio más grande de la región, Montes Claros. 
Los siguientes municipios limitan con Lagoa dos Patos: Várzea da Palma, Jequitaí, Buritizeiro, São João da Lagoa, Ibiaí y Coração de Jesus. Es parte de la microrregión de Pirapora.